# Novi Beograd
Novi Beograd (dal serbo: Nuova Belgrado) è un comune della Serbia facente parte della capitale serba Belgrado.

## Geografia
Posizionata sulla riva sinistra del fiume Sava e sulla destra del Danubio, è situata nella parte più orientale della Sirmia.
È collegata al resto di Belgrado tramite 3 ponti stradali (Gazela, Branko ed Ada) ed altri 2 ferroviari (Nuovo e Vecchio).

## Storia
Nel quartiere di Bežanija sono state ritrovate testimonianze di un insediamento attestato dal Neolitico all'impero romano.
Tuttavia il nome del villaggio appare solo nel 1512 (citato nel Kruševski pomenik del 1713) come un piccolo centro abitato di 32 case e popolato dai serbi.
Dopo la caduta del Despotato di Serbia i cittadini si rifugiarono in Sirmia (bežanija in serbo arcaico sta per "campo per rifugiati/rifugio"). Poco dopo la regione entrò a far parte dei domini ottomani, come ducato vassallo dell'impero e poi come sangiaccato.
L'attuale sindaco è l'ex pallanuotista Aleksandar Šapić, scelto alle elezioni 2012, poi rieletto nel 2016 e alle elezioni 2020.

## Architetture
Vi si trovano il Palazzo di Serbia, sede del governo serbo, e la Torre Ušće, grattacielo colpito dai bombardamenti della NATO del 1999.